# Appelterre-Eichem
Appelterre-Eichem is een plaats in de Belgische provincie Oost-Vlaanderen en een deelgemeente van de stad Ninove. De deelgemeente bestaat uit het hoofddorp Appelterre en het dorp Eichem, tegenwoordig door lintbebouwing verbonden. Appelterre ligt in het zuidwesten, Eichem in het noordoosten, op de grens met Outer. In het noorden van de deelgemeente ligt het gehucht Muylem.
Appelterre-Eichem ligt in de Denderstreek. De zuidgrens wordt gevormd door de rivier de Dender.

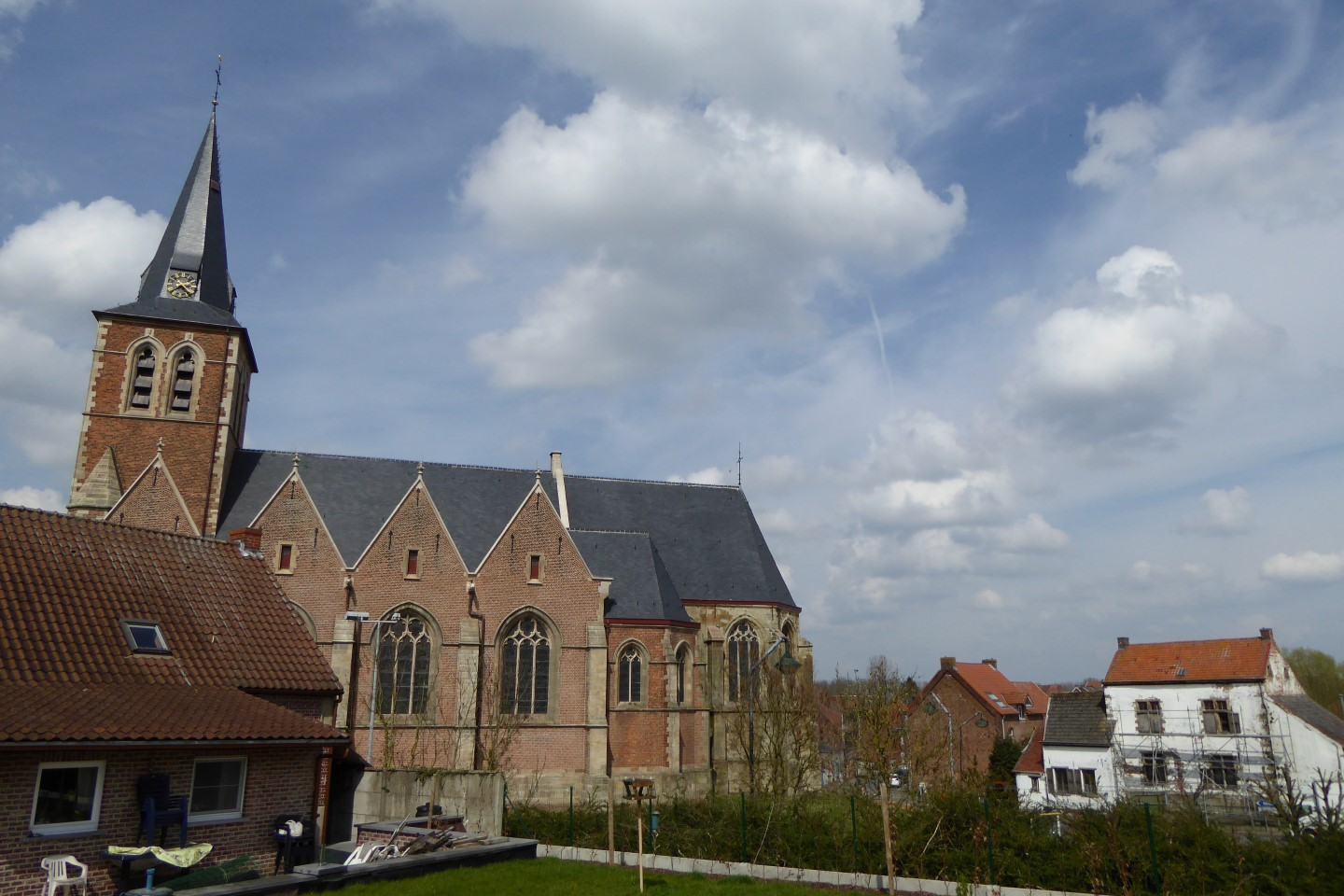
Dorpscentrum van Appelterre

## Verkeer en vervoer
Ten zuiden van beide kernen loopt de spoorlijn Geraardsbergen-Ninove, met het station Appelterre en het station Eichem.

## Demografische ontwikkeling
Opm:1831 t/m 1970=volkstellingen; 1976=inwoneraantal op 31 december

## Politiek
Appelterre-Eichem had een eigen gemeentebestuur en burgemeester tot de fusie van 1977. Burgemeesters waren:
- (XIXe eeuw) Benedictus Schollaert[1]
- ...-1976 : Hilaire Torrekens

## Toerisme
Door de plaats loopt onder meer de fietsroute Denderende steden.

## Sport
In de deelgemeente speelt voetbalclub KFC Voorde-Appelterre, voorheen KE Appelterre-Eichem.
Deelgemeenten: Appelterre-Eichem · Aspelare · Denderwindeke · Lieferinge · Meerbeke · Nederhasselt · Neigem · Ninove · Okegem · Outer · Pollare · Voorde

Overige dorpen, gehuchten en wijken: Appelterre · Bevingen · Boterdaal · Dasselt · Eichem · Herlinckhove · Lebeke · Linkebeek · Muylem · Nederwijk · Nijken · Prindaal · Renderstede · Roesbeke · Roost · Slettem · Steenhout · Terbert · Varenberg · Vogelenzang · Waalhove · Zevenkoten

Belgische gemeenten · Arrondissement Aalst · Oost-Vlaanderen · Vlaanderen